# Jianshe Nongchang
Jianshe Nongchang (kinesiska: 建设农场) är en administrativ enhet på sockennivå i sydöstra Kina. Den ligger i Huazhou i staden Maoming i provinsen Guangdong, omkring 320 kilometer sydväst om provinshuvudstaden Guangzhou. Antalet invånare är 3 336. Befolkningen består av 1 542 kvinnor och 1 794 män. Barn under 15 år utgör 26,0 %, vuxna 15-64 år 63 %, och äldre över 65 år 10,0 %. Enheten administrerar ett jordbruk.